# 플롯 장치
플롯 장치(영어: plot device, plot mechanism) 또는 문학적 장치는 줄거리에 영향을 끼치는 플롯의 연출 흐름에 있어서 연결점 또는 분기점이 되어줄 수 있는 논리적인 타당성을 갖는 요소이다.  훌륭한 작품의 경우 독자나 관객이 그 장치가 작가에 의해 구성된 것임을 눈치채지 못하게 설정한다. 이는 이야기의 설정이나 등장인물로부터 자연스럽게 흘러나오도록 보이게 한다. 반면 그렇지 못한 작품에서는 작가가 설정한 플롯 장치는 독자가 불신의 정지를 유지하기 힘들게 만들거나, 어색하게 보이게 한다. 실제로 이 장치들은 플롯홀(Plot hole)을 남길 수 있다.

## 플롯 장치의 종류
어떤 플롯 장치는 다음과 같은 예를 포함한다:
독백, 체홉의 총, 클리프 행거 (Cliff hanger), 죽음의 함정, 데우스 엑스 마키나(라틴어: deus ex machina), 아나그노리시스(인식), 엿듣기, 가상적인 인물, 섬광 화살표, 전조, 해피 엔딩, 맥거핀, 곁가지 이야기, 페리페테이아(전환), 훈제한 청어(관심을 다른 데로 돌리기, 헷갈리게 하는 정보), 탐색, 재담, 자기만족 예언, 성적 긴장, 이야기 속의 이야기, 악당, 관음증 등.

## 암시
암시는 플롯 장치로 사용되는 전통적이고 대표적인 복선(伏線)이다. 사건에대한 논리적인 패턴과 시간적인 배치면에서 당연성을 내포시킨다는점에서 잘짜여진 플롯은 필연적으로 플롯 디바이스를 확보해야할 필요가있다고 할 수 있다. 암시는 대사나 음악과 같은 소리 및 사운드나 또는 연출자가 시청자에게 보여지게 의도한 그래픽적 요소등 다양하게 제시하여 감출수있다고 알려져있다.
한편 플롯 디바이스로서 암시에 대해서 마브 울프만은 그의 그래픽 노블 '크라이시스 온 인피니트 어스'(CRISIS ON INFINITE EARTHS, Introduction)의 서문에서 'DC 코믹스 세계관의 연속성'을 보장할 필요에서 '멀티버스'가 플롯 디바이스로서 요구된바를 기술하는 맥락에서 배리 앨런의 플래시가 왜 죽어야했는가라는 스토리에서 플롯 디바이스를 언급한바있다.

## 같이 보기
- 문학 기법
- 아가사 크리스티 소설에서 플롯 장치